# DSFA Records
DSFA Records ("Doesn't Stand For Anything") was een Nederlands metal-platenlabel. Het werd begin jaren negentig opgericht door Anthony van den Berg en was gevestigd in Vlissingen. Groepen die op het label uitkwamen zijn onder meer Within Temptation, Orphanage, Perpetual Demise, Silicon Head en Trail of Tears. Het label is in 2004 gestopt.
1. ↑  Anthony van den Berg: ‘Mijn hoofd staat nooit stil; behalve als ik hardloop’. www.pzc.nl. Geraadpleegd op 27 augustus 2024.
2. ↑  DSFA Records - Label, bands lists, Albums, Productions, Informations, contact. www.spirit-of-metal.com. Geraadpleegd op 27 augustus 2024.
3. ↑  DSFA Records - Encyclopaedia Metallum: The Metal Archives. www.metal-archives.com. Geraadpleegd op 2 juni 2023.